# کارگروه درون‌سازمانی گزارش‌های جرایم جنگی رژیم نازی و دولت پادشاهی ژاپن
کارگروه درون‌سازمانی گزارش‌های جرایم جنگی رژیم نازی و دولت پادشاهی ژاپن یک کارگروه درون‌سازمانی حکومت فدرال ایالات متحده آمریکا است که وظیفهٔ موقعیت‌یابی، شناسایی، فهرست‌سازی و ارائهٔ توصیه‌هایی را در جهت فاش‌سازی اطلاعات طبقه‌بندی‌شده ایالات متحده در خصوص جنایات جنگی نازی و ژاپن بر عهده دارد.